# Tunápolis
Tunápolis là một đô thị thuộc bang Santa Catarina, Brasil. Đô thị này có diện tích 132,909 km², dân số năm 2007 là 4650 người, mật độ 32 người/km².